# Roman Wójcik
Roman Marcin Wójcik – polski lekarz weterynarii, doktor habilitowany nauk weterynaryjnych.

## Kariera naukowa
W 1994 roku uzyskał tytuł lekarza weterynarii, nadanego przez Uniwersytet Warmińsko-Mazurski w Olsztynie. 
6 grudnia 2001 roku ukończył studia doktoranckie na kierunku nauki weterynaryjne na Uniwersytecie Warmińsko-Mazurskim w Olsztynie na podstawie pracy pt. Wpływ wybranych immunomodulatorów na kształtowanie się odporności poszczepiennej u indyków. 
Od 1999 roku zatrudniony jest w Uniwersytecie Warmińsko-Mazurskim w Olsztynie.
26 maja 2015 roku uzyskał stopień doktora habilitowanego nauk weterynaryjnych w dyscyplinie weterynarii na Wydziale Medycyny Weterynaryjnej Uniwersytetu Warmińsko-Mazurski w Olsztynie na podstawie rozprawy pt. Działanie immunostymulujące oraz immunokorygujące oligosacharydów Saccharomyces cerevisiae na wybrane komórkowe i humoralne parametry odporności zwierząt.